# (27514) Markov
(27514) Markov  es un asteroide perteneciente al cinturón de asteroides, descubierto el 26 de abril de 2000 por Paul G. Comba desde el Observatorio de Prescott, en Arizona, Estados Unidos.

## Designación y nombre
Markov se designó inicialmente como 2000 HM3.
Más adelante fue nombrado en honor al matemático ruso Adréi Márkov (1856-1922).

## Características orbitales
Markov orbita a una distancia media del Sol de 2,8797 ua, pudiendo acercarse hasta 2,7807 ua y alejarse hasta 2,9788 ua. Tiene una excentricidad de 0,0344 y una inclinación orbital de 2,9700° grados. Emplea en completar una órbita alrededor del Sol 1784 días.

## Características físicas
Su magnitud absoluta es 13,9. Tiene 4,850 km de diámetro. Su albedo se estima en 0,273.